# Студент продекан
Студент продекан је представник студената предвиђен Статутом Факултета, и нека врста везе између студената и Деканског колегијума. Он у обавези да заступа интересе студената и да им помаже у остварењу њихових права, а исто тако, и да их информише о раду органа на чијим седницама присуствује. Студенти могу да се обрате Студенту продекану када год имају неки проблем везан за студирање.  Како има формалну и неформалну моћ Студент продекан може доста да помогне у проналажењу решења ако дође до неусаглађености у ставовима између професора и студената. Будући да је члан Деканског колегијума који се често састаје Студент продекан има сталну прилику да изложи све проблеме и заједно са Деканом и осталим продеканима покуша да пронађе најадекватније решење.
Наравно, уз звање Студента продекана иду и одређен углед и поштовање као и одређен повлашћени третман, што се не добија самим звањем већ тиме што Студент продекан својим деловањем и пожртвованошћу, односно алтруизмом то остварује.

## Задаци
Задаци студента продекан су да:
- учествује у раду Деканског колегијума, Савета и Наставно-научног већа када се разматрају питања од студентског интереса.
- предлаже мере за унапређење студентског стандарда,
- прати стање у области студентског стандарда,
- координира рад студената на ваннаставним активностима,
- координира рад студентских организација на Факултету,
- обавља и друге послове који се односе на студентска питања.

Студент продекан има задатак и да у разговору са колегама уочи евентуалне проблеме и исте разврста на мање и више важне или на мање или више хитне за решавања. Наравно, не може се очекивати да ће успети сваки проблем да успешно да реши, али је његов задатак да то покуша и да се максимално заложи.

## Избор и разрешење
Студент продекан може бити сваки студент који се пријави на конкурсу и кога студентски парламент  предложи (без обзира на успех, пол и др.).
Студента продекана бира Савет Факултета, на предлог студентског парламента Факултета, већином гласова укупног броја чланова на период од једне школске године. Мандат може и раније да истекне уколико:
- истекне статус студента;
- студент продекан поднесе оставку;
- се покрене поступак против разрешења дужности и тај предлог Парламент усвоји.[1]

Студента продекана разрешава дужности Савет факултета на предлог декана или студентског парламента.